# Ilischan Cziłajew
Ilischan Cziłajew (ros. Илисхан Чилаев; ur: 6 kwietnia 1995) – kazachski zapaśnik walczący w stylu wolnym. Brązowy medalista mistrzostw Azji w 2020. Siódmy w Pucharze Świata w 2018. Trzeci na MŚ juniorów w 2015. Wicemistrz Azji juniorów w 2015 roku.